# アテネのアテナゴラス
アテネのアテナゴラス（ギリシア語: Αθηναγόρας ο Αθηναίος, 英語: Athenagoras of Athens）は2世紀中頃に活動した、アテネの弁証家、哲学者。キリスト教徒となった、初期の弁証家の一人である。現代ギリシャ語からはアシナゴラスと転写し得る。
エウセビオス、ヒエロニムスのいずれの著作にもアテナゴラスについての記述が無く、事績や生涯について知られている事は大変限られている。初期キリスト教の著作にみられる例としては、パタラのメトディオス（オリンポスのメトディオス）（4世紀初頭に永眠）の著述の断片に、アテナゴラスの著書における弁明の引用という形で言及されている程度である。またシディのフィリッポス（4世紀末～5世紀前半、Philip of Side）によって、アレクサンドリアのクレメンスはアテナゴラスの弟子であったとするものを含む詳細な伝記が遺されているが、この伝記の信憑性には疑問符が付けられている。
以上のように生涯についてはよく分かっていないが、著述は『キリスト者のための弁護』（ギリシア語: Πρεσβεία περί των Χριστιανών）と『死者の復活について』（ギリシア語: Περί αναστάσεως νεκρών）の二つが残っている。『キリスト者のための弁護』においては、当時のキリスト教に対する、3つの誤解と誹謗（無神論、人肉嗜食、近親相姦）に対しての反駁が述べられており、これは皇帝マルクス・アウレリウスとコンモドゥスに宛てられている。この種の論議と弁護の試みとして文献的に最も早いものの一つと考えられている。
アテナゴラスの著作が廃れた原因として、プラトニズムとの近親性が指摘されることがある。